# Schmidtiana hayashii
Schmidtiana hayashii là một loài bọ cánh cứng trong họ Cerambycidae.